# دیوید نوینس
دیوید نِـوینس (انگلیسی: David Nevins؛ زادهٔ ۲۸ فوریهٔ ۱۹۶۶) فیلم‌نامه‌نویس، مدیر اجرایی تولید و تهیه‌کننده تلویزیونی اهل ایالات متحده آمریکا است. وی ناظر ارشد محتوایی فیلم‌نامه‌های غیراقتباسی برای پارامونت پلاس و همچنین رئیس هیئت مدیره و مدیر عامل اجرایی شبکه‌های شوتایم است که همگی از زیرمجموعه‌های پارامونت گلوبال محسوب می‌شوند. او همچنین عضو هیئت مدیره جوایز جایزه پیبادی است.
از فیلم‌ها یا مجموعه‌های تلویزیونی که وی در تولید آن‌ها نقش داشته‌است، می‌توان به بخش فوریت‌های پزشکی، ۲۴، پرورش شکست‌خورده، توئین پیکس (فصل سوم)، ری داناوان، میلیاردها و هوملند اشاره نمود.
او در سال ۲۰۱۶ برندهٔ «جایزهٔ روابط انسانی» کمیته یهودیان آمریکا شد.